# Козлов, Николай Васильевич (Герой Советского Союза)
Николай Васильевич Козлов (1925—1943) — красноармеец Рабоче-крестьянской Красной Армии, участник Великой Отечественной войны, Герой Советского Союза (1943).

## Биография
Николай Козлов родился в 1925 году в селе Цикуль (ныне — Гусь-Хрустальный район Владимирской области).
Окончил сельскую школу. В январе 1943 года Козлов был призван на службу в Рабоче-крестьянскую Красную Армию. С августа того же года — на фронтах Великой Отечественной войны, был стрелком 1031-го стрелкового полка 280-й стрелковой дивизии 60-й армии Центрального фронта. Отличился во время битвы за Днепр.
В ночь с 24 на 25 сентября 1943 года под вражеским огнём Козлов вместе с двумя сослуживцами Михаилом Волковым и Владимиром Маркановым в районе села Окуниново Козелецкого района Черниговской области Украины и выбил противника из занимаемых им окопов, захватив 2 станковых и 4 ручных пулемёта, а также большое количество боеприпасов, после чего до дня отражал немецкие контратаки, лично уничтожив 24 вражеских солдата и офицера.
Указом Президиума Верховного Совета СССР от 17 октября 1943 года за «мужество и героизм, проявленные при форсировании Днепра и удержании плацдарма на его правом берегу» красноармеец Николай Козлов был удостоен высокого звания Героя Советского Союза. Орден Ленина и медаль «Золотая Звезда» он получить не успел, так как в ноябре того же года погиб в бою. Похоронен в селе Косачовка Козелецкого района Черниговской области Украины.